# Formica clara
Formica clara é uma espécie de formiga do gênero Formica, pertencente à subfamília Formicinae.